# Timo Kielich
Timo Kielich (Sint-Truiden, 5 augustus 1999) is een Belgisch professioneel wielrenner. Hij is zowel actief in het veldrijden als in het wegwielrennen. Anno 2024 komt hij uit voor het Alpecin-Deceuninck.

## Carrière
Als jeugdrenner was Kielich voornamelijk actief in de offroad disciplines van de wielersport. Zo kroonde hij zich in 2016 tot Belgisch kampioen mountainbike cross-country, bij de U19. In de daaropvolgende winter behaalde hij zowel op het EK als het BK brons. 
Bij de beloften volgden nog twee Belgische titels op de mountainbike. Hij was in 2018 en 2019 twee jaar op rij de beste. In het veldrijden werd hij begin 2019 voor het eerst nationaal kampioen. Tijdens het daaropvolgende veldritseizoen presteerde Kielich zeer regelmatig. Hierdoor wist hij het eindklassement van de DVV Trofee voor beloften binnen te halen. Eerder deze jaargang was hij ook al vice-Europees kampioen geworden in het Italiaanse Silvelle. Dit achter de Fransman Mickaël Crispin. 
In oktober 2020 werd hij Belgisch kampioen bij de elite op de marathon in het mountainbiken. In het (corona)seizoen van 2020-2021 behaalde hij een 15de plaats bij de BK veldrijden, ditmaal bij de profs. Het wereldkampioenschap in deze discipline dat enkele weken later gehouden werd, betwistte hij nog wel bij de beloften. Tijdens deze race fietste Kielich naar de derde plaats. Dit was zijn eerste medaille op een WK.
Vanaf de zomer van 2021 ging Timo Kielich zich ook steeds meer op de weg profileren. Zijn eerste UCI overwinning boekte hij begin juli van dat jaar in de Ronde van Bulgarije. Hij won er de vijfde etappe, een massasprint. In het eindklassement van deze ronde eindigde hij uiteindelijk als derde.

## Erelijst

### Veldrijden
Overwinningen
| Seizoen   | Wereldbeker | Superprestige | DVV Trofee | WK  | EK  | BK  | Overige | Aantal zeges |
| --------- | ----------- | ------------- | ---------- | --- | --- | --- | ------- | ------------ |
| 2020-2021 |             |               |            | NVT | NVT | 12e |         | 0            |
| 2021-2022 |             |               |            | DNS | DNS | DNS |         | 0            |
| 2022-2023 |             |               |            | 31e | DNS | 7e  |         | 0            |
| Totaal    | 0           | 0             | 0          | 0   | 0   | 0   | 0       | 0            |

Resultatentabel
| Seizoen   | Aantal zeges      | Regenboogtrui | Europese kampioenentrui | Belgische kampioenstrui | WB  | SP  | X²O | UCI |
| --------- | ----------------- | ------------- | ----------------------- | ----------------------- | --- | --- | --- | --- |
| 2020–2021 | 0 overwinning(en) | NVT           | NVT                     | 12e                     | 19e | 22e | 14e | 42e |
| 2021–2022 | 0 overwinning(en) | DNS           | DNS                     | DNS                     | DNS | -   | 29e | -   |
| 2022–2023 | 0 overwinning(en) | 31e           | DNS                     | 7e                      | 40e | 38e | 30e | 78e |
| Totaal    | 0 overwinningen   | 0             | 0                       | 0                       | 0   | 0   | 0   | 0   |

### Wegwielrennen

#### Palmares
2021
5e etappe Ronde van Bulgarije
2022
2e etappe Koers van de Olympische Solidariteit
Eindklassement Koers van de Olympische Solidariteit
2023
1e en 2e etappe Ronde van Opper-Oostenrijk
Puntenklassement Ronde van Opper-Oostenrijk
3e etappe Ronde van Wallonië
Puntenklassement Ronde van Wallonië
2024
Volta NXT Classic
2025
Antwerp Port Epic
Bergklassement Ronde van Polen

#### Resultaten in voornaamste wedstrijden
| Jaar | Ronde van Italië | Ronde van Frankrijk | Ronde van Spanje |
| ---- | ---------------- | ------------------- | ---------------- |
| 2022 |                  |                     |                  |
| 2023 |                  |                     |                  |
| 2024 | 111e             |                     |                  |
| 2025 | 86e              |                     |                  |

| Jaar | Gent-Wevelgem | Ronde van Vlaanderen | Parijs-Roubaix | Le Samyn | Nokere Koerse | Antwerp Port Epic |
| ---- | ------------- | -------------------- | -------------- | -------- | ------------- | ----------------- |
| 2022 |               |                      |                |          |               | 6e                |
| 2023 |               |                      |                | 64e      | 4e            | Zilver            |
| 2024 | 51e           |                      | 86e            | 5e       | 49e           |                   |
| 2025 | 47e           | 18e                  |                | 23e      |               |                   |

#### Resultaten in kleinere rondes
| Jaar | UAE Tour | Parijs-Nice | Ronde van Zwitserland | Ronde van Polen | Renewi Tour |
| ---- | -------- | ----------- | --------------------- | --------------- | ----------- |
| 2024 |          |             | opgave                | 101e            | 83e         |
| 2025 | 49e      | 83e         |                       |                 |             |

### Mountainbiken
2020 - 1 zege
 Belgisch kampioenschap Marathon, Elite

### Gravel
- 2025:  BK Gravel

### Jeugd
Belgisch kampioen veldrijden: 2019 (beloften)
Trofee veldrijden: 2019-2020 (beloften)
 Belgisch kampioen mountainbike, Cross-Country: 2016 (junioren) 2018 & 2019 (beloften)

## Ploegen
- 2018 -  Corendon-Circus (vanaf 28/05)
- 2020 –  Alpecin-Fenix (vanaf 01/08)
- 2021 –  Alpecin-Fenix Development Team
- 2022 –  Alpecin-Fenix Development Team
- 2023 –  Alpecin-Deceuninck Development Team
- 2024 –  Alpecin-Deceuninck
- 2025 –  Alpecin-Deceuninck

Caluwé · Dekker · del Carmen Alvarado · Meeusen · Meisen · Rouiller · Ťoupalík · Turner · Vandebosch · Vandeputte · D. van der Poel · M. van der Poel · Vermeersch
Benoist · De Bondt · del Carmen Alvarado · De Tier · Eibl · Fagerhaug · Gaze · Hansen · Jans · Janssens · Krieger · Leysen · Meisen · Merlier · Modolo · Pieterse · Richardson · Rickaert · Riesebeek · Rouiller · Sbaragli · Sweeck · Thwaites · Tullet · Vakoč · D. van der Poel · M. van der Poel · Vergaerde · Vermeersch · Vervaeke · Walsleben ·  · Cortjens (stagiair) · Hendrikx (stagiair) · Kielich (stagiair) · Petruš (stagiair) · Vandeputte (stagiair)
Ballerstedt · Bayer · Boven · Conci · Dillier · Gaze · Ghys · Gogl · Groves · Hermans · Hollmann · Janssens · Kielich · Kragh Andersen · Laurance · Leysen · Meurisse · Osborne · Philipsen · Planckaert · Plowright · Rickaert · Riesebeek · Sinkeldam · Uhlig · Van Den Bossche · van der Poel  · Van Tricht · Vergallito · Vermeersch
Bayer · Boven · Debruyne · Dehairs · Del Grosso · Dillier · Gaze · Ghys · Glivar · Gogl · Groves · Hermans · Hollmann · Janssens · Kielich · Meurisse · Philipsen · Planckaert · Plowright · Price-Pejtersen · Rickaert · Riesebeek · Uhlig · Van Den Bossche · van der Poel · Van Tricht · Vergallito · Vermeersch